# Tachydromia kovalevi
Tachydromia kovalevi är en tvåvingeart som beskrevs av Igor Shamshev 1993. Tachydromia kovalevi ingår i släktet Tachydromia och familjen puckeldansflugor. Inga underarter finns listade i Catalogue of Life.